# Hahnia falcata
Hahnia falcata là một loài nhện trong họ Hahniidae.
Loài này thuộc chi Hahnia. Hahnia falcata được Jia-Fu Wang miêu tả năm 1989.